# Balduin I av Hainaut
Balduin I av Hainaut eller Balduin VI av Flandern, född 1030, död 1070, var regerande greve av Hainaut 1051-1070 och Flandern från 1067 till 1070.